# 21 gram (2003.)
21 gram (eng. 21 Grams) je drama koju je napisao Guillermo Arriaga a režirao Alejandro González Iñárritu. U filmu glavne uloge tumače Sean Penn, Naomi Watts, Benicio del Toro, Charlotte Gainsbourg, Melissa Leo i Clea DuVall.
Kao što je to bio slučaj i u filmu Pasja ljubav (2000.) (esp. Amores perros), koji su Arriaga i González Iñárritu prethodno snimili, i u ovom filmu se isprepliće nekoliko priča. Ovaj put te priče povezuje automobilska nesreća. Penn glumi teško bolesnog akademskog matematičara, Watts glumi majku u žalosti a Del Toro tumači lik bivšeg robijaša čija je novootkrivena kršćanska vjera stavljena na veliku kušnju zbog posljedica nesreće.
Film je bio sniman kronološkim redoslijedom, no nakon editiranja bio je organiziran u jedan oblik nelinearnog aranžmana u kojem su životi likova bili opisivani prije i poslije nesreće. Sva tri glavna lika imaju "prošle", "sadašnje" i "buduće" niti priče, koje se prikazuju kao nelinearni fragmenti koji polako slažu cijelu priču. Sve te niti se približavaju jedna drugoj i međusobno miješaju, kako priča odmiče dalje. Postoji mogućnost da je na Iñárritua utjecao film iz 1916. godine po imenu Nesnošljivost, iako, njegov pristup je daleko kompleksniji.

## Radnja
Kao što je prethodno napomenuto, film je editiran na nelinearan način. No, ovo što ovdje slijedi, jest linearan, kronološki sažetak radnje:
Jack Jordan (Benicio del Toro) je bivši zatvorenik koji koristi svoju novootkrivenu kršćansku vjeru za oporavak od ovisnosti o drogi i alkoholu.
Paul Rivers (Sean Penn) je profesor matematike, čije je srce u sve gorem stanju. Naime, on ima manje od mjesec dana života, ako mu se ne presadi novo srce, od nekog donora organa. Paulova supruga ga gnjavi da donira svoju spermu, kako bi ona mogla imati njegovo dijete (pretpostavlja se da misli imati njegovo dijete poslije njegove smrti). Njih dvoje su međusobno ljubazni a opet vrlo udaljeni jedno od drugog.
Cristina Peck (Naomi Watts) se također oporavlja od ovisnosti o drogi. Sada, ona živi normalnim životom u predgrađu, u kojem ima dvoje djece i muža koji ju podržava. Ona je brižna majka i aktivna plivačica, koja je ostavila za sobom dane drogiranja i pijančenja.
Ove tri odvojene priče/lika postaju povezana tijekom jedne noći u kojoj Jack nenamjerno, svojim kamionom, naleće na Cristininog muža i djecu i na taj način uzrokuje njihovu smrt. Srce njenoga muža biva donirano Paulu, koji potom započinje svoj oporavak.
Gubitak muža i djece razara Cristinu, koja u drogi, alkoholu i ludovanju traži umanjenje svoje boli. Paul, koji je uzbuđen zbog započinjanja svog novog života, s oklijevanjem pristaje na ideju svoje supruge, u zadnjem pokušaju da mu supruga ostane trudna. Ideja je, naime, obuhvaćala operativni zahvat i umjetnu oplodnju. Tijekom konzultacija s doktorom, prije operacije, Paul biva obaviješten da je njegova supruga, u vrijeme kada se par prethodni put rastao, išla na na namjerni pobačaj. Ogorčen time, Paul smatra kako je ta kap prelila čašu u njihovom braku. On, potom, okončava njihovu vezu, nakon čega postaje vrlo radoznao o tome čije je to srce koje je dobio; on iz pouzdanog izvora saznaje kako je to srce pripadalo Cristininom mužu. Zbog prethodno spomenutog, Paul počinje pratiti ožalošćenu Cristinu po gradu. 
Jack je užasnut time što je pregazio djecu i njihovog oca. Unatoč njegovoj ženi koja ga nagovara da šuti i skriva svoju krivnju, Jack joj govori kako je to "njegova dužnost prema Bogu" i predaje se policiji. Zatvoren u zatvorskoj ćeliji, on tvrdi da ga je Bog izdao i, ubrzo potom, gubi volju za životom, nakon čega čini neuspjeli pokušaj samoubojstva. Potom on biva pušten na slobodu, nakon što Cristina odbije uložiti tužbu protiv njega, uz objašnjenje da Jackovo služenje zatvorske kazne neće vratiti njene voljene. Nakon što je pušten na slobodu, on ne uspijeva sebe ponovno uklopiti u svoj normalni obiteljski život, što dovodi do toga da on napušta svoj dom kako bi živio životom privremenog radnika. Razoren krivnjom i neuspjehom svog života, on radi fizičke posle i spaljuje svoje novije tetovaže (kršćanske prirode) s užarenim nožem.
Paul koristi pruženu priliku za upoznavanje s Cristinom, kojoj naposljetku otkriva način na koji su njih dvoje povezani. Očajnički trebajući jedno drugog, oni se počinju zaljubljivati. Iako Paul ima novo srce, njegovo tijelo odbacuje operaciju (tj. novo srce), što rezultira Paulovim strašnim izgledom. Nakon što Cristina počne više razmišljati o njenom novom, izmijenjenom životu i smrti njenih djevojčica, ona odlučuje kako Jack mora umrijeti. Cristina krivnjom navodi Paula da joj pomogne ubiti ga.
Paul se sastaje s osobom koja je za njega pronašla Cristinu i od nje dobiva informacije o Jacku. On, također, od te osobe kupuje pištolj. Potom, on i Cristina se smještaju u motel u jednom malom gradu, u kojem je trenutno smješten i Jack koji radi u njegovoj blizini. U trenutku kada je Jack hodao sam, Paul ga grabi za ruku i odvodi na čistinu, pred ciljnik pištolja, s namjerom da ga ubije. Paul, međutim, ne može ubiti Jacka, koji potpuno zbunjen, drhti i moli tijekom tog događaja. Paul, potom, govori Jacku da samo "jednostavno nestane", nakon čega se vraća u motel i laže Cristini o Jackovoj "smrti". Nekoliko trenutaka poslije, netko kuca na vratima. Taj netko je bio Jack, koji još uvijek razoren krivnjom i unutarnjim nemirom, sada zapovijeda Paulu da ga ubije i okonča njegovu patnju. Nakon prethodno spomenutog, uslijedila je borba, koja završava tako da Paul puca pištoljem u sebe u namjeri da odvrati Cristinu od ubijanja Jacka.
Jack i Cristina žurno odvode Paula u bolnicu. Drama između Cristine i Jacka ostaje neriješena (oni se susreću u čekaonici poslije Paulove smrti, no ne razgovaraju). Cristina u bolnici saznaje kako je trudna. Naposljetku, nakon Paulove smrti, Cristina se brižno sprema za rođenje novog djeteta a Jacka se prikazuje kako se vraća kući svojoj obitelji.

## Glavne uloge
- Sean Penn kao Paul Rivers
- Naomi Watts kao Cristina Peck
- Benicio del Toro kao Jack Jordan
- Charlotte Gainsbourg kao Mary Rivers
- Melissa Leo kao Marianne Jordan
- Clea DuVall kao  	Claudia

## O naslovu
Naslov filma dolazi od istraživanja dr. Duncana MacDougalla, koji je početkom 20. stoljeća pokušavao izmjeriti masu koju tijelo gubi kada duša napušta tijelo u trenutku smrti. MacDougall je mjerio masu umirućih pacijenata u pokušaju dokazivanja da je duša materijalna, opipljiva a samim tim i mjerljiva. Međutim mišljenje je većine kako su ti eksperimenti doživjeli vrlo mali ili nikakav uspjeh. No, unatoč prethodno spomenutom i činjenici da su MacDougallovi rezultati znatno varirali od 21 grama, za neke ljude ta znamenka je postala sinonimom za masu duše.

## Nagrade i nominacije

### Nagrade
Film je osvojio brojne nagrade (točnije 20 njih) koje slijede:
FFCC Award: najbolja glumica (Naomi Watts), najbolji glumac (Sean Penn, koji je tu istu nagradu, te iste godine osvojio i za film Mistična rijeka); Golden Trailer: najbolji glas (Sean Penn); Special Distinction Award: režiser (Alejandro González Iñárritu), scenarist (Guillermo Arriaga), producent (Robert Salerno), Sean Penn, Benicio del Toro, Naomi Watts; Sierra Award: najbolji glumac (Sean Penn, koji je tu istu nagradu, te iste godine osvojio i za film Mistična rijeka); LAFCA Award: najbolja glumica (Naomi Watts); NBR Award: najbolji glumac (Sean Penn, koji je tu istu nagradu, te iste godine dobio i za film Mistična rijeka); OFCS Award: najbolja glumica (Naomi Watts); PFCS Award: najbolji ansambl glumaca (Kevin Chapman, Benicio del Toro, Teresa Delgado, Clea DuVall, Charlotte Gainsbourg, Danny Huston, Melissa Leo, Eddie Marsan, Marc Musso, Sean Penn, Naomi Watts), najbolja izvedba glumice u glavnoj ulozi (Naomi Watts); SDFCS Award: najbolja glumica (Naomi Watts); Golden Satellite Award: najbolja izvedba glumca u igranom filmu - Drama (Sean Penn, koji je tu istu nagradu, te iste godine osvojio i za film Mistična rijeka); SEFCA Award: najbolja glumica (Naomi Watts); Audience Award: najbolji glumac (Benicio del Toro, koji je dobio nagradu zajedno s Omar Sharifom), najbolja glumica (Naomi Watts); Volpi Cup: najbolji glumac (Sean Penn); Wella Prize: Naomi Watts; WAFCA Award: najbolja glumica (Naomi Watts), najbolji sporedni glumac (Benicio del Toro); World Soundtrack Award: otkriće godine (Gustavo Santaolalla).

### Nominacije
Film je 2003. bio nominiran za Oscara u kategoriji najboljeg sporednog glumca (Benicio del Toro) i u kategoriji najbolje glumice (Naomi Watts). 
Nadalje, film je bio nominiran i za BAFTA nagradu u sljedećim kategorijama: najbolja montaža (Stephen Mirrione), najbolja izvedba glavnog glumca (Benicio del Toro), najbolja izvedba glavnog glumca (Sean Penn), najbolja izvedba glavne glumice (Naomi Watts), najbolji originalni scenarij (Guillermo Arriaga). 
Film je također bio nominiran i za sljedeće nagrade: BFCA nagrada: najbolja glumica (Naomi Watts), najbolji sporedni glumac (Benicio del Toro); Artios: najbolje raspoređivanje uloga u filmu - Drama (Francine Maisler); Nagrada Chlotrudis: najbolja kinematografija (Rodrigo Prieto); Cinema Brazil Grand Prize: najbolji strani film; César: najbolji strani film (Alejandro González Iñárritu SAD); Nagrada DGGB: Izvanredno režisersko postignuće u internacionalnom filmu (Alejandro González Iñárritu); Screen International Award: Alejandro González Iñárritu (SAD), Golden Trailer: najbolja drama; Guldbagge: najbolji strani film (Alejandro González Iñárritu, SAD); Silver Ribbon: najbolji režiser - strani film (Alejandro González Iñárritu); OFCS nagrada: najbolji režiser (Alejandro González Iñárritu), najbolji originalni scenarij (Guillermo Arriaga); Robert: najbolji američki film (Alejandro González Iñárritu); Golden Satellite Award: najbolja izvedba glumice u igranom filmu - Drama (Naomi Watts), najbolja izvedba sporednog glumca - Drama (Benicio del Toro), najbolji originalni scenarij (Guillermo Arriaga); Nagrada Actor: izvanredna izvedba glumice u glavnoj ulozi (Naomi Watts), izvanredna izvedba glumca u sporednoj ulozi (Benicio del Toro); Golden Lion: Alejandro González Iñárritu; 

## Vanjske poveznice
- Službene stranice
- 21 gram u internetskoj bazi filmova IMDb-a
- Članak o kinematografiji vezanoj uz 21 gram